# Athysanella balli
Athysanella balli är en insektsart som beskrevs av Henry Fairfield Osborn 1928. Athysanella balli ingår i släktet Athysanella och familjen dvärgstritar. Inga underarter finns listade i Catalogue of Life.